# Samantha Stosur
Samantha Stosur (30 de março de 1984) é uma ex-tenista profissional australiana. Ela foi a melhor duplista do mundo, jogando ao lado da ex-parceira, a norte-americana Lisa Raymond. Stosur venceu pela primeira vez um título de Grand Slam em 2011, vencendo na final do US Open a tenista norte-americana Serena Williams. Em 2010 foi vice-campeã de Roland Garros, perdendo na final para a italiana Francesca Schiavone.
Anunciou aposentadoria em 2023. Fez o último jogo em janeiro, pelo Australian Open, quando perdeu na estreia de duplas mistas.

## Finais

### Grand Slam

#### Simples: 2 (1–1)
| Posição | Ano  | Campeonato       | Piso   | Oponente            | Placar        | Ref |
| ------- | ---- | ---------------- | ------ | ------------------- | ------------- | --- |
| Vice    | 2010 | Aberto da França | Saibro | Francesca Schiavone | 4–6, 6–7(2–7) |     |
| Campeã  | 2011 | US Open          | Hard   | Serena Williams     | 6–2, 6–3      |     |

#### Duplas: 8 (3 títulos, 5 vices)
| Posição | Ano  | Campeonato       | Piso   | Parceira       | Oponentes                        | Placar             |
| ------- | ---- | ---------------- | ------ | -------------- | -------------------------------- | ------------------ |
| Campeã  | 2005 | US Open          | Duro   | Lisa Raymond   | Elena Dementieva Flavia Pennetta | 6–2, 5–7, 6–3      |
| Vice    | 2006 | Australian Open  | Duro   | Lisa Raymond   | Yan Zi Zheng Jie                 | 6–2, 6–7(7–9), 3–6 |
| Campeã  | 2006 | Aberto da França | Saibro | Lisa Raymond   | Daniela Hantuchová Ai Sugiyama   | 6–3, 6–2           |
| Vice    | 2008 | Wimbledon        | Grama  | Lisa Raymond   | Serena Williams Venus Williams   | 2–6, 2–6           |
| Vice    | 2008 | US Open          | Duro   | Lisa Raymond   | Cara Black Liezel Huber          | 3–6, 6–7(6–8)      |
| Vice    | 2009 | Wimbledon        | Grama  | Rennae Stubbs  | Serena Williams Venus Williams   | 6–7(4–7), 4–6      |
| Vice    | 2011 | Wimbledon        | Grama  | Sabine Lisicki | Květa Peschke Katarina Srebotnik | 3–6, 1–6           |
| Campeã  | 2019 | Australian Open  | Duro   | Zhang Shuai    | Timea Babos Kristina Mladenovic  | 6–3, 6–4           |

#### Duplas Mistas: 3 (3 títulos)
| Posição | Ano  | Campeonato          | Piso  | Parceiro       | Oponentes                     | Placar             |
| ------- | ---- | ------------------- | ----- | -------------- | ----------------------------- | ------------------ |
| Campeã  | 2005 | Aberto da Austrália | Duro  | Scott Draper   | Liezel Huber Kevin Ullyett    | 6–2, 2–6, 7–6(8–6) |
| Campeã  | 2008 | Wimbledon           | Grama | Bob Bryan      | Katarina Srebotnik Mike Bryan | 7–5, 6–4           |
| Campeã  | 2014 | Wimbledon           | Grama | Nenad Zimonjić | Max Mirnyi Chan Hao-ching     | 6–4, 6–2           |

### Circuito WTA

#### Simples
| Grand Slam torneios (1) |
| Ouro Olimpico (0)       |
| WTA Championships (0)   |
| Premier Mandatory (0)   |
| Premier 5 (0)           |
| Premier (1)             |
| International (1)       |

| No. | Data                   | Torneio         | Superfície | Oponente na Final   | Placar na Final |
| 1.  | 18 de Outubro de 2009  | Osaka, Japão    | dura       | Francesca Schiavone | 7–5, 6–1        |
| 2.  | 18 de Abril de 2010    | Charleston, EUA | saibro     | Vera Zvonareva      | 6–0, 6–3        |
| 3.  | 11 de setembro de 2011 | US Open         | dura       | Serena Williams     | 6-2, 6-3        |

#### Duplas
| Antes de 2009           | A partir de 2009      |
| ----------------------- | --------------------- |
| Grand Slam torneios (2) |                       |
| Ouro Olimpico (0)       |                       |
| WTA Championships (2)   |                       |
| Tier I (9)              | Premier Mandatory (0) |
| Tier II (7)             | Premier 5 (0)         |
| Tier III (2)            | Premier (1)           |
| Tier IV (0)             | International (0)     |

| No. | Data                    | Torneio                            | Superfície      | Parceira        | Oponente na final                          | placar na final  |
| 1.  | 15 de Janeiro de 2005   | Sydney, Austrália                  | dura            | Bryanne Stewart | Elena Dementieva Ai Sugiyama               | walkover         |
| 2.  | 10 de Abril de 2005     | Ilha Amélia, EUA                   | saibro verde    | Bryanne Stewart | Květa Peschke Patty Schnyder               | 6–4, 6–2         |
| 3.  | 27 de Agosto de 2005    | New Haven, EUA                     | dura            | Lisa Raymond    | Gisela Dulko Maria Kirilenko               | 6–2, 6–7, 6–1    |
| 4.  | 10 de Setembro de 2005  | US Open, EUA                       | dura            | Lisa Raymond    | Elena Dementieva Flavia Pennetta           | 6–2, 5–7, 6–3    |
| 5.  | 2 de Outubro de 2005    | Luxemburgo                         | dura            | Lisa Raymond    | Cara Black Rennae Stubbs                   | 7–5, 6–1         |
| 6.  | 16 de Outubro de 2005   | Moscou, Rússia                     | Carpete         | Lisa Raymond    | Cara Black Rennae Stubbs                   | 6–2, 6–4         |
| 7.  | 13 de Novembro de 2005  | WTA Championships Los Angeles, EUA | dura            | Lisa Raymond    | Cara Black Rennae Stubbs                   | 6–7, 7–5, 6–4    |
| 8.  | 5 de Fevereiro de 2006  | Tóquio, Japão                      | Carpete         | Lisa Raymond    | Cara Black Rennae Stubbs                   | 6–2, 6–1         |
| 9.  | 25 de Fevereiro de 2006 | Memphis, EUA                       | dura            | Lisa Raymond    | Victoria Azarenka Caroline Wozniacki       | 7–6, 6–3         |
| 10. | 18 de Março de 2006     | Indian Wells, EUA                  | dura            | Lisa Raymond    | Virginia Ruano Pascual Meghann Shaughnessy | 6–2, 7–5         |
| 11. | 1 de Abril de 2006      | Miami, EUA                         | dura            | Lisa Raymond    | Liezel Huber Martina Navratilova           | 6–4, 7–5         |
| 12. | 16 de Abril de 2006     | Charleston, EUA                    | saibro verde    | Lisa Raymond    | Virginia Ruano Pascual Meghann Shaughnessy | 3–6, 6–1, 6–1    |
| 13. | 10 de Junho de 2006     | Roland Garros                      | saibro          | Lisa Raymond    | Daniela Hantuchová Ai Sugiyama             | 6–3, 6–2         |
| 14. | 8 de Outubro de 2006    | Stuttgart, Alemanha                | dura            | Lisa Raymond    | Cara Black Rennae Stubbs                   | 6–3, 6–4         |
| 15. | 29 de Outuro de 2006    | Linz, Áustria                      | dura            | Lisa Raymond    | Corina Morariu Katarina Srebotnik          | 6–3, 6–0         |
| 16. | 5 de Novembro de 2006   | Hasselt, Bégica                    | dura            | Lisa Raymond    | Eleni Daniilidou Jasmin Wöhr               | 6–2, 6–3         |
| 17. | 12 de Novembro de 2006  | WTA Championships Madri, Espanha   | dura            | Lisa Raymond    | Cara Black Rennae Stubbs                   | 3–6, 6–3, 6–3    |
| 18. | 4 de Fevereiro de 2007  | Tóquio, Japão                      | dura            | Lisa Raymond    | Vania King Rennae Stubbs                   | 7–6, 3–6, 7–5    |
| 19. | 17 de Março de 2007     | Indian Wells, EUA                  | dura            | Lisa Raymond    | Chan Yung-jan Chuang Chia-jung             | 6–3, 7–5         |
| 20. | 3 de Abril de 2007      | Miami, EUA                         | dura            | Lisa Raymond    | Cara Black Liezel Huber                    | 6–4, 3–6, [10–2] |
| 21. | 7 de Maio de 2007       | Berlim, Alemanha                   | saibro          | Lisa Raymond    | Tathiana Garbin Roberta Vinci              | 6–3, 6–4         |
| 22. | 23 de Junho de 2007     | Eastbourne, Inglaterra             | Grama           | Lisa Raymond    | Květa Peschke Rennae Stubbs                | 6–7(5), 6–4, 6–3 |
| 23. | 23 de abril de 2011     | Stuttgart, Alemanha                | Saibro (indoor) | Sabine Lisicki  | Kristina Barrois Jasmin Wöhr               | 6-1, 7-6(5)      |